# Lealismo dell'Ulster

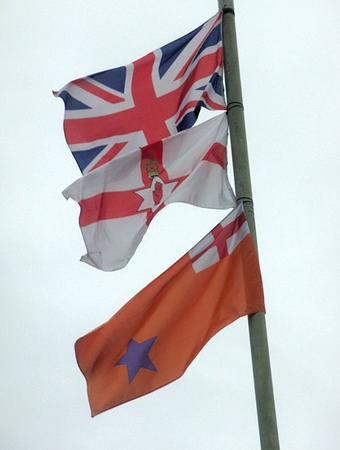
La Union Flag, la Ulster Banner e la Bandiera dell'Ordine di Orange, le bandiere sono spesso esposte dai lealisti in Irlanda del Nord

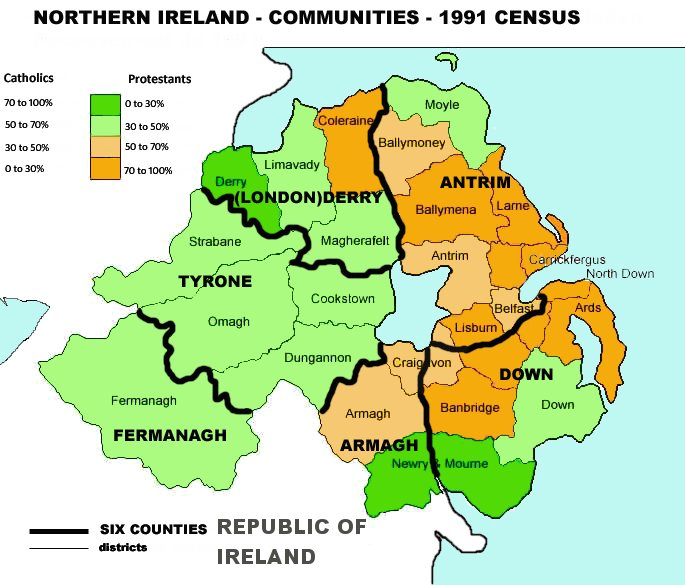
Mappa dell'Irlanda del Nord con la distribuzione religiosa per distretti, secondo il censimento del 1991.

Il lealismo dell'Ulster è una forma di unionismo irlandese associata alle classi operaie protestanti dell'Ulster, favorevole al mantenimento della sovranità britannica in Irlanda del Nord. A distinguerlo dalle altre forme di unionismo è la sua dimensione etnoreligiosa. Nell'ambito del conflitto nordirlandese i lealisti si organizzarono in vari gruppi paramilitari che si scontrarono con i gruppi repubblicani nazionalisti irlandesi.
In relazione allo spettro politico, i lealisti appartengono ai lati sinistro e destro. Gruppi e gruppi neonazisti come il Fronte Nazionale Britannico stanno attivamente reclutando nel contesto lealista.
Nella Repubblica d'Irlanda c'è ancora un piccolo ambiente lealista, gravitante attorno a una sezione dell'Ordine di Orange che svolge una parata annuale a Rossnowlagh nel Donegal, una delle aree della repubblica che ha la più grande percentuale di protestanti.